# Марковская (Сямженский район)
Марковская — деревня в Сямженском районе Вологодской области.
Входит в состав Раменского сельского поселения, с точки зрения административно-территориального деления — в Раменский сельсовет.
Расстояние по автодороге до районного центра Сямжи — 50 км, до центра муниципального образования Раменья — 8 км. Ближайшие населённые пункты — Артемовская, Мининская, Веретье.
По переписи 2002 года население — 16 человек.